# Дороті Патрік
Доротея Вілма Девіс (3 червня 1921 , Сен-Боніфасd, Манітоба  — 31 травня 1987 , Лос-Анджелес, Каліфорнія ), після першого шлюбу Дороті Патрік (англ. Dorothy Patrick) — канадо-американська акторка кіно і телебачення, фотомодель.

## Життєпис
Доротея Вілма Девіс народилася 3 червня 1921 року в містечку Сен-Боніфас (Манітоба, Канада). Її батьками були Роберт і Єва Девіс. Ще підліткою Дороті працювала фотомоделлю для каталогів магазинів Creed's, Hudson's Bay і Sears Canada.
1938 року 17-річна Дороті зі своєю «закулісною» матір'ю Євою іммігрувала до США. Вони оселилися у вишуканому кварталі Тюдор-сіті в районі Іст-Сайд (Мангеттен, Нью-Йорк). Дороті влаштувалася фотомоделлю до актора і засновника модельного агентства Джона Паверса (1892—1977). Її можна було побачити на подіумах салонів високої моди, вона знімалася для низки модних і розважальних журналів.
1939 року Дороті виграла змагання талантів Семюела Голдвіна «Брама до Голлівуду». Отримавши контракт, Дороті з матір'ю, чоловіком і сином-немовлям вирушила на інший кінець країни, в Голлівуд. Вони оселилися в місті Калвер-Сіті. У тому ж році вона вперше з'явилася на екранах: в короткометражному фільмі «Для вашої зручності» виконала малу роль фотомоделі без зазначення в титрах. Наступного разу Дороті знялася в кіно лише п'ять років по тому, потім з 1944 по 1956 рік знімалася багато і безперервно: за ці 12 років з'явилася в 60 фільмах і серіалах. 
1956 року її кар'єру акторки було закінчено, Патрік присвятила себе вихованню двох синів-підлітків і повернулася до Нью-Йорка, оселившись у його передмісті. 1961 року повернулася до Каліфорнії, оселившись у Західному Голлівуді. Пізніше вона лише одного разу, в 1966 році, з'явилася в стрічці «Черниця, яка співає (фільм)», в невеликій ролі без зазначення в титрах.
Дороті Патрік померла 31 травня 1987 року, не доживши три дні до свого 66-го дня народження, в Медичному центрі Каліфорнійського університету Лос-Анджелеса ім. Рональда Рейгана у Вествуді (Лос-Анджелес). Причиною смерті став рак. Похована на Вествудському кладовищі .

### Особисте життя
- У квітні 1939 року 17-річна Дороті Девіс стала дружиною відомого хокеїста Лінна Патріка[en][6] (1912—1980). Народила сина Ліса Патріка[5] (1939—1996). Через два роки сталося розлучення, проте Дороті зберегла прізвище чоловіка.
- 1943 року Патрік одружилася з «зоряним стоматологом» з Беверлі-Гіллз доктором Стерлінгом Тревлінгом Бовеном. У 1944 народила сина Террі Бовена. У 1948 році вони розлучились,
- 16 березня 1955 Патрік пошлюбила чоловіка на ім'я Дж. Г'ю Девіс. Шлюб тривав вісім років, дітей не було.
- 18 квітня 1976 Патрік пошлюбила Гарольда Гаммермена. Пара прожила разом 11 років до смерті акторки, дітей не було.

## Вибрана фільмографія

### Широкий екран
- 1944 — Вступайте до лав армії[en] / Up in Arms — Дівчата Ґолдвіна[en] (в титрах не зазначена)
- 1946 — Поки пливуть хмари / Till the Clouds Roll By — Єва Керн
- 1947 — Могутній Макгурк / The Mighty McGurk — Кароліна Гленсон
- 1947 — Новий Орлеан[en] / New Orleans — Міралі Сміт
- 1947 — Висока стіна / High Wall — Гелен Кенет
- 1948 — Псевдонім «Джентльмен» / Alias a Gentleman — Елейн Картер
- 1949 — Йди за мною тихо / Follow Me Quietly — Енн Ґормен
- 1949 — Приходь у конюшню[en] / Come to the Stable — Кітті Блейн
- 1950 — Будинок біля річки / House by the River — Емілі Ґонт
- 1950 — 711 Оушен Драйв / 711 Ocean Drive — Труді Максвелл
- 1950 — Під мексиканськими зорями[en] / Under Mexicali Stars — Маделіна Веллінґтон
- 1951 — Я побачу тебе в своїх снах[en] / I'll See You in My Dreams — танцівниця (в титрах не зазначена)
- 1952 — Відступи, пекло![en] / Retreat, Hell! — Єва О'Грейді
- 1952 — Співаючи під дощем / Singin' in the Rain — білетерка (в титрах не зазначена)
- 1952 — Скарамуш[en] / Scaramouche — Дорі (в титрах не зазначена)
- 1952 — Зона бойових дій[en] / Battle Zone — дівчина Денні (в титрах не зазначена)
- 1952 — Злі і красиві / The Bad and the Beautiful — Арлін (в титрах не зазначена)
- 1953 — Сумна пісня / Torch Song — Марта
- 1954 — Чоловіки войовничої леді[en] / Men of the Fighting Lady — місіс Додсон (в титрах не зазначена)
- 1955 — Жорстока субота / Violent Saturday — Гелен Мартін
- 1966 — Черниця, яка співає[en] / The Singing Nun — місіс Мессеро (в титрах не зазначена)

### Телебачення
- 1952 — Небесний король[en] / Sky King — Сью Рейнольдс (в епізоді The Man Who Forgot)
- 1952 — Велике містечко[en] / Big Town — Донна Дарнелл (в епізоді Paint Set)
- 1952, 1955 — Пригоди Дикого Білла Гікока[en] / The Adventures of Wild Bill Hickok — різні ролі (в 3 епізодах)
- 1953 — Самотній рейнджер[en] / The Lone Ranger — Вірджинія Елстон (в епізоді Prisoner in Jeopardy)
- 1953—1954, 1956 — Театр зірок Шліца[en] / Schlitz Playhouse of Stars — різні ролі (в 4 епізодах)
- 1954 — Шоу Джорджа Бернса і Грейсі Аллен[en] / The George Burns and Gracie Allen Show — Еліс Робертс (в епізоді Burnses & Mortons Going to Hear Antonelli Concert)
- 1955 — Моя маленька Марджі[en] / My Little Margie — Памела (в епізоді Murder in Bermuda)
- 1955 — Лист до Лоретти / Letter to Loretta — місіс Леонард (в епізоді Katy)
- 1956 — Мільйонер[en] / The Millionaire — Джун (в епізоді The Story of Tom Mead; в титрах не зазначена)
- 1956 — Вибір народу[en] / The People's Choice — Джойс Лі (в епізоді Sock and the Law)

## Галерея

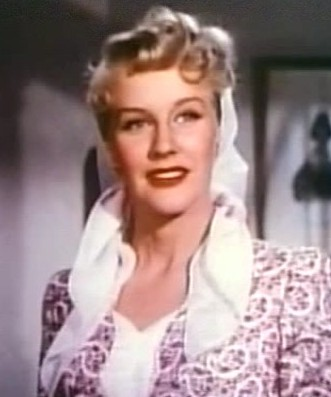
У фільмі «Поки пливуть хмари» (1946)
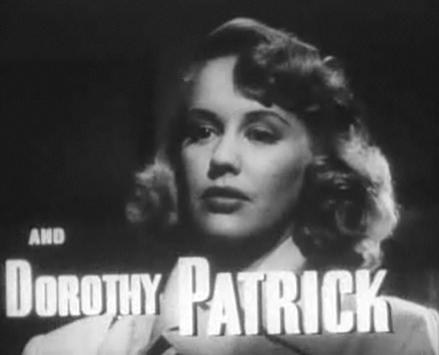
У фільмі «Йди за мною тихо» (1949)